# Frenulina mauiensis
Frenulina mauiensis är en armfotingsart som beskrevs av Dall 1920. Frenulina mauiensis ingår i släktet Frenulina och familjen Frenulinidae. Inga underarter finns listade i Catalogue of Life.